# Tanakia tanago
Tanakia tanago är en fiskart som först beskrevs av Tanaka, 1909.  Tanakia tanago ingår i släktet Tanakia och familjen karpfiskar. IUCN kategoriserar arten globalt som sårbar. Inga underarter finns listade i Catalogue of Life.